# Popular Electronics
Popular Electronics — американский журнал, издаваемый John August Media, LLC и размещенный на TechnicaCuriosa.com.
Журнал был основан Ziff-Davis Publishing Company в октябре 1954 года для любителей электроники и экспериментаторов. Вскоре он стал «самым продаваемым журналом электроники в мире».
В апреле 1957 года «Зифф-Дэвис» сообщил о среднем чистом оплаченном тираже 240 151 экземпляра.
Популярная электроника издавалась до октября 1982 года, когда в ноябре 1982 года Ziff-Davis выпустил новый журнал «Компьютеры и электроника» (Computers & Electronics). За последний год своей публикации Ziff-Davis, Popular Electronics сообщила о среднемесячном тираже 409 344 экземпляра. 

Название было продано компании «Gernsback Publications», а их журнал  Hands-On Electronics был переименован в Popular Electronics в феврале 1989 года и издавался до декабря 1999 года. Затем торговая марка Popular Electronics была приобретена John August Media, который возродил журнал как цифровое издание, которое размещено на TechnicaCuriosa.com вместе с родственными названиями, Mechanix Illustrated и Popular Astronomy.